# Zeeland (Michigan)
 Zeeland  è una città degli Stati Uniti d'America, nella Contea di Ottawa, Stato del Michigan.
Fu fondata nel 1847. Il nome deriva dalla provincia della Zelanda (Paesi Bassi) luogo di origine dei suoi primi coloni.